# Olympische Sommerspiele 1912/Schwimmen – 4 × 100 m Freistil (Frauen)
Die 4-mal-100-Meter-Freistilstaffel der Frauen bei den Olympischen Spielen 1912 fand am Montag, den 15. Juli 1912 im Schwimmstadion am Djurgårdsbrunnsviken statt. Es war die erste Austragung dieser Disziplin bei Olympischen Spielen.
Es nahmen nur vier Teams an der Veranstaltung teil. Australasien, dessen Schwimmerinnen Fanny Durack und Mina Wylie im Einzelwettbewerb über 100 Meter Freistil den ersten und zweiten Platz belegten, hatte keine weiteren Schwimmerinnen zu den Spielen entsandt. Ein Antrag, Durack und Wylie zwei Bahnen zu schwimmen zu lassen, wurde abgelehnt.
Großbritannien mit den beiden Einzelfinalistinnen Jennie Fletcher und Annie Speirs gewann die Goldmedaille. Deutschland holte Silber, und Österreich gewann Bronze vor Schweden.

## Rekorde
Vor Beginn der Spiele gab es keine ständigen Welt- und Olympiarekorde. Daher war die vom britischen Team erzielte Zeit auch der erste offizielle Weltrekord.

## Ergebnisse
15. Juli 1912
| Rang | Nation          | Athletinnen                                                   | Zeit            |
| ---- | --------------- | ------------------------------------------------------------- | --------------- |
| 1    | Großbritannien  | Isabella Moore Jennie Fletcher Annie Speirs Irene Steer       | 5:52,8 min (OR) |
| 2    | Deutsches Reich | Wally Dressel Louise Otto Hermine Stindt Grete Rosenberg      | 6:04,6 min      |
| 3    | Österreich      | Margarete Adler Klara Milch Josephine Sticker Bertha Zahourek | 6:17,0 min      |
| 4    | Schweden        | Greta Carlsson Greta Johansson Sonja Johnsson Vera Thulin     |                 |